# Valerij Kamenskij
Valerij Viktorovič Kamenskij (* 18. dubna 1966, Voskresensk, Sovětský svaz) je bývalý ruský hokejista-útočník, který během své kariéry, dokázal být úspěšný jak na evropské klubové scéně, tak na té severoamerické, kde hrál NHL. Především dokázal být velice úspěšný na mezinárodní scéně, kde reprezentoval Sovětský svaz a později Rusko. Svými výkony se zapsal mezi nejen ruské, ale i světové hokejové legendy. V roce 2005 ukončil definitivně svoji aktivní hráčskou kariéru. Je členem Triple Gold Clubu, jenž sdružuje hráče, kteří vyhráli všechny tři hlavní hokejové turnaje (Stanley Cup, olympijské hry a mistrovství světa).

## Profil
Již už ve svých šestnácti letech hrál v první Sovětské hokejové lize za Chimik Voskresensk. Odehrál sice pouze pět zápasů, ale byl velkým příslibem pro Sovětský hokej. V sezóně 1984-1985, v jeho sedmnácti letech odehrál v 1. Sovětské lize půl sezony a navíc hrál na Mistrovství světa juniorů v ledním hokeji, kde vyhrál s týmem Sovětského svazu, zlaté medaile. V sezóně 1984-1985 hrál, už v Sovětské lize celou sezónu a hrál na juniorském Mistrovství světa, kde s reprezentací vybojoval bronzové medaile a v další sezóně na tom samém turnaji, vyhrál zlatou medaili. Není divu, že ho už v roce 1988 draftoval do NHL na 129. místě - (7. kolo) Quebec Nordiques a to v době, kdy ještě existovala mezi západním světem a východním - tzv. Železná opona a draftující tým si nemohl být jistý, kdy a zda vůbec za něj bude moci zvolený hráč nastupovat. Před sezónou 1985-1986 byl odveden na vojenskou základní službu a jako takový musel nastupovat za armádní tým. V tomto případě CSKA Moskva, kde prožil období úspěchů (1985-1991). V tomto období čtyřikrát po sobě vyhrál s CSKA Moskva Sovětskou ligu a jednou byli druzí. V roce 1987 vybojoval s týmem Sovětského svazu stříbrné medaile na Kanadském poháru a v roce 1988 vyhráli zlaté medaile na Olympijských hrách. Na Mistrovství Evropy získal čtyři zlaté medaile a jednu stříbrnou.
Není divu, že ihned po pádu Sovětského svazu ho angažoval tým NHL, Quebec Nordiques (1991). Sice velkou část ročníku 1991-1992 a 1992-1993 vynechal kvůli těžkému zranění kotníku, ale v sezóně 1993-1994 už o sobě dal vědět naplno a v 76 zápasech si připsal 65 kanadských bodů. V sezóně 1994-1995 proběhla v NHL stávka hokejistů a on sám během ní šel hrát během do Švýcarské ligy za HC Ambrì-Piotta, kde dal ve 12 zápasech 13 gólů + 6 asistencí a připsal si 19 kanadských bodů. Nakonec se v NHL, alespoň 48 zápasů hrálo a tak Valerij mohl pokračovat ve své kariéře v NHL. V letech 1994 a 2000 hrál na Mistrovství světa za Rusko, ale žádné medaile se zde nedočkal. Před sezónou 1995-1996 se Quebec Nordiques, stěhoval do Denveru a změnil název na Colorado Avalanche a hned ve své historicky první sezóně vyhrál Stanley Cup. Díky tomu se stal členem Triple Gold Clubu (zlatá medaile z olympijských her + zlatá medaile z mistrovství světa a Stanley Cup). Na Stanley Cupu se podílel skvělým výkonem, kdy dal ve 22 zápasech, 22 kanadských bodů. Ve čtyřech sezónách, ve kterých za Colorado Avalanche hrál, se mu dařilo, ale s věkem jeho bruslařské umění uvadalo a ve svých 33 letech, se s Coloradem nedomluvil na nové smlouvě a tak 7. července 1999 podepsal, jako volný agent, smlouvu s New York Rangers. Po dvou sezónách v New Yorku, ve kterých nijak zvlášť nevynikal a s týmem se ani nedostali do play-off, byl opět bez smlouvy. Novou smlouvu podepsal s týmem Dallas Stars 5. července 2001. V Dallasu také nijak nevynikal, ale New Jersey Devils stálo o jeho zkušenosti pro play-off a tak ho vyměnili 16. ledna 2002 za Andrého Lakose a budoucí vyrovnání. Ale v New Jersey už pouze dohrál sezónu a 10. srpna 2002 oficiálně ukončil kariéru.
Ale po roční pauze toužil hrát hokej a tak hrál ještě v sezónách 2003-2004 a 2004-2005 za Chimik Voskresensk a to ne vůbec špatně a poté už na dobro ukončil svoji bohatou hráčskou kariéru.

## Úspěchy a trofeje

### Individuální trofeje
- 1987-1988: Nejlepší trojka
- 1989-1990: Nejlepší trojka
- 1989-1990: Sovětský All-star tým
- 1990-1991: Nejlepší trojka
- 1990-1991: Sovětský All-star tým
- 1990-1991: Sovětský hráč roku
- 1990-1991: All-star tým MS
- 1990-1991: Nejlepší útočník MS
- 1997-1998: Hrál v NHL All-Star Game
- 2004-2005: Trofej za věrnost hokeji (KHL)

### Klubové trofeje
- Olympijské medaile (1× zlato, 1× stříbro)
- Kanadský pohár (1× stříbro)
- Mistrovství Evropy (4× zlato, 1× stříbro)
- Mistrovství světa (3× zlato, 1× stříbro, 1× bronz)
- Mistrovství světa juniorů (1× zlato, 1× bronz)
- Mistrovství Evropy juniorů (1× zlato)
- Stanley Cup (1996) s Coloradem Avalanche
- Clarence S. Campbell Bowl (1996) s Coloradem Avalanche
- Presidents' Trophy (1996/1997) s Coloradem Avalanche
- Sovětská liga (4× zlato, 1× stříbro, 1× bronz)

## Prvenství
- Debut v NHL – 18. února 1992 (Quebec Nordiques proti Minnesota North Stars)
- První asistence v NHL – 26. února 1992 (San Jose Sharks proti Quebec Nordiques)
- První gól v NHL – 26. února 1992 (San Jose Sharks proti Quebec Nordiques, kanadskému brankáři Jeff Hackett)
- První hattrick v NHL – 5. prosince 1995 (Colorado Avalanche proti San Jose Sharks)

## Klubová kariéra
| Sezóna       | Klub               | Soutěž       |     | Základní část | Základní část | Základní část | Základní část | Základní část |    | Play off | Play off | Play off | Play off | Play off |
| Sezóna       | Klub               | Soutěž       | Z   | G             | A             | B             | TM            | Z             | G  | A        | B        | TM       |          |          |
| 1982–1983    | Chimik Voskresensk | SSSR         | 5   | 0             | 0             | 0             | 0             | —             | —  | —        | —        | —        |          |          |
| 1983–1984    | Chimik Voskresensk | SSSR         | 20  | 2             | 2             | 4             | 6             | —             | —  | —        | —        | —        |          |          |
| 1984–1985    | Chimik Voskresensk | SSSR         | 45  | 9             | 3             | 12            | 24            | —             | —  | —        | —        | —        |          |          |
| 1985–1986    | CSKA Moskva        | SSSR         | 40  | 15            | 9             | 24            | 8             | —             | —  | —        | —        | —        |          |          |
| 1986–1987    | CSKA Moskva        | SSSR         | 37  | 13            | 8             | 21            | 16            | —             | —  | —        | —        | —        |          |          |
| 1987–1988    | CSKA Moskva        | SSSR         | 51  | 26            | 20            | 46            | 40            | —             | —  | —        | —        | —        |          |          |
| 1988–1989    | CSKA Moskva        | SSSR         | 40  | 18            | 10            | 28            | 30            | —             | —  | —        | —        | —        |          |          |
| 1989–1990    | CSKA Moskva        | SSSR         | 45  | 19            | 18            | 37            | 38            | —             | —  | —        | —        | —        |          |          |
| 1990–1991    | CSKA Moskva        | SSSR         | 46  | 20            | 26            | 46            | 66            | —             | —  | —        | —        | —        |          |          |
| 1991–1992    | Quebec Nordiques   | NHL          | 23  | 7             | 14            | 21            | 14            | —             | —  | —        | —        | —        |          |          |
| 1992–1993    | Quebec Nordiques   | NHL          | 32  | 15            | 22            | 37            | 14            | 6             | 0  | 1        | 1        | 6        |          |          |
| 1993–1994    | Quebec Nordiques   | NHL          | 76  | 28            | 37            | 65            | 42            | —             | —  | —        | —        | —        |          |          |
| 1994–1995    | HC Ambrì-Piotta    | NLA          | 12  | 13            | 6             | 19            | 2             | —             | —  | —        | —        | —        |          |          |
| 1994–1995    | Quebec Nordiques   | NHL          | 40  | 10            | 20            | 30            | 22            | 2             | 1  | 0        | 1        | 0        |          |          |
| 1995–1996    | Colorado Avalanche | NHL          | 81  | 38            | 47            | 85            | 85            | 22            | 10 | 12       | 22       | 28       |          |          |
| 1996–1997    | Colorado Avalanche | NHL          | 68  | 28            | 38            | 66            | 38            | 17            | 8  | 14       | 22       | 16       |          |          |
| 1997–1998    | Colorado Avalanche | NHL          | 75  | 26            | 40            | 66            | 60            | 7             | 2  | 3        | 5        | 18       |          |          |
| 1998–1999    | Colorado Avalanche | NHL          | 65  | 14            | 30            | 44            | 28            | 10            | 4  | 5        | 9        | 4        |          |          |
| 1999–2000    | New York Rangers   | NHL          | 58  | 13            | 19            | 32            | 24            | —             | —  | —        | —        | —        |          |          |
| 2000–2001    | New York Rangers   | NHL          | 65  | 14            | 20            | 34            | 36            | —             | —  | —        | —        | —        |          |          |
| 2001–2002    | Dallas Stars       | NHL          | 24  | 3             | 6             | 9             | 2             | —             | —  | —        | —        | —        |          |          |
| 2001–2002    | New Jersey Devils  | NHL          | 30  | 4             | 8             | 12            | 18            | 2             | 0  | 0        | 0        | 0        |          |          |
| 2003–2004    | Chimik Voskresensk | RSL          | 23  | 5             | 10            | 15            | 54            | —             | —  | —        | —        | —        |          |          |
| 2004–2005    | Chimik Voskresensk | RSL          | 57  | 17            | 18            | 35            | 59            | —             | —  | —        | —        | —        |          |          |
| SSSR celkově | SSSR celkově       | SSSR celkově | 329 | 122           | 96            | 218           | 230           | —             | —  | —        | —        | —        |          |          |
| NHL celkově  | NHL celkově        | NHL celkově  | 637 | 200           | 301           | 501           | 383           | 66            | 25 | 35       | 60       | 72       |          |          |
| NL A celkově | NL A celkově       | NL A celkově | 12  | 13            | 6             | 19            | 2             | —             | —  | —        | —        | —        |          |          |
| RSL celkově  | RSL celkově        | RSL celkově  | 80  | 22            | 28            | 50            | 112           | —             | —  | —        | —        | —        |          |          |

## Reprezentace
| Rok                            | Tým                            | Soutěž                         | Z  | G  | A  | B  | TM |
| ------------------------------ | ------------------------------ | ------------------------------ | -- | -- | -- | -- | -- |
| 1984                           | SSSR 18                        | MEJ                            | 5  | 1  | 3  | 4  | 0  |
| 1985                           | SSSR 20                        | MSJ                            | 7  | 2  | 2  | 4  | 8  |
| 1986                           | SSSR                           | MSJ                            | 7  | 7  | 6  | 13 | 6  |
| 1986                           | SSSR                           | MS                             | 9  | 2  | 0  | 2  | 8  |
| 1987                           | SSSR                           | RV-87                          | 2  | 2  | 1  | 3  | 2  |
| 1987                           | SSSR                           | MS                             | 10 | 5  | 3  | 8  | 6  |
| 1987                           | SSSR                           | KP                             | 9  | 6  | 1  | 7  | 6  |
| 1988                           | SSSR                           | ZOH                            | 8  | 4  | 2  | 6  | 4  |
| 1989                           | SSSR                           | MS                             | 10 | 4  | 4  | 8  | 8  |
| 1990                           | SSSR                           | MS                             | 10 | 7  | 2  | 9  | 20 |
| 1991                           | SSSR                           | MS                             | 10 | 6  | 5  | 11 | 10 |
| 1994                           | Rusko                          | MS                             | 6  | 5  | 5  | 10 | 12 |
| 1998                           | Rusko                          | ZOH                            | 6  | 1  | 2  | 3  | 0  |
| 2000                           | Rusko                          | MS                             | 6  | 0  | 0  | 0  | 10 |
| Juniorská reprezentace celkově | Juniorská reprezentace celkově | Juniorská reprezentace celkově | 19 | 10 | 11 | 21 | 14 |
| Seniorská reprezentace celkově | Seniorská reprezentace celkově | Seniorská reprezentace celkově | 86 | 42 | 25 | 67 | 86 |